# Fort Sint-Franciscus
Het Fort Sint-Franciscus was een fort ten zuidwesten van Zuiddorpe, gelegen iets ten noorden van de buurtschap Oude Polder.
Het fort werd in 1634 door de Spaansgezinden aangelegd en maakte deel uit van de Linie van Communicatie tussen Hulst en Sas van Gent. In 1645 kwam het in Staatse handen.
In het landschap is dit fort niet meer terug te vinden.